# Gnypeta wickhami
Gnypeta wickhami är en skalbaggsart som beskrevs av Thomas Casey 1911. Gnypeta wickhami ingår i släktet Gnypeta och familjen kortvingar. Inga underarter finns listade i Catalogue of Life.